# Fabian Nilsson
Fabian Nilsson, född 19 februari 2001 i Boden, är en svensk professionell ishockeyspelare som just nu spelar för Bodens HF i Hockeyettan. 
Han är brorsbarn till ishockeymålvakten Anders Nilsson och barnbarn till ishockeymålvakten Peder Nilsson.